# حیات وحش کرانه دریا

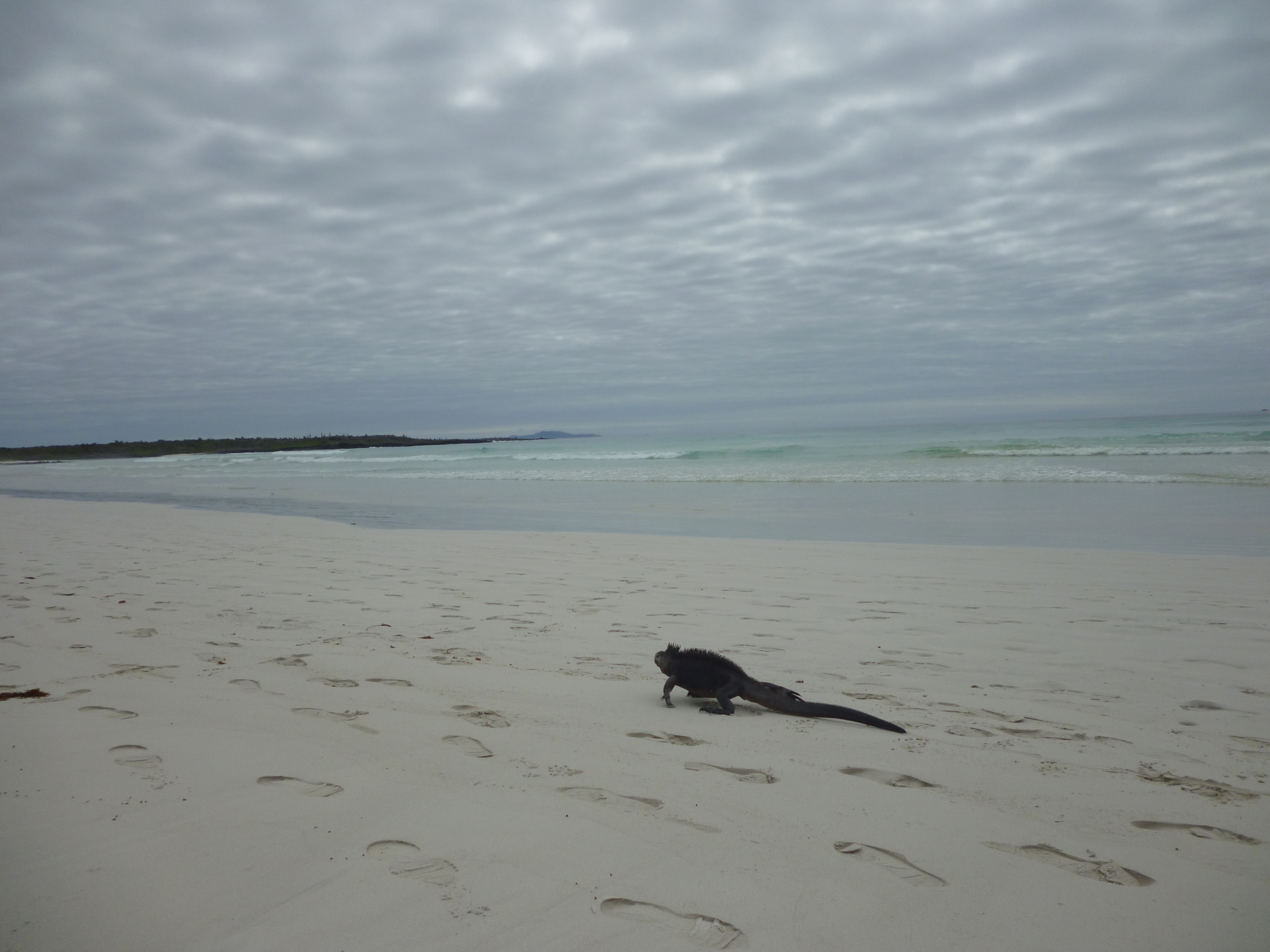
یک ایگوانای دریایی، Amblyrhynchus cristatus، در ساحل خلیج تورتوگا در جزیره سانتا کروز، گالاپاگوس

زیستگاه‌های حیات وحش کرانه دریا (به انگلیسی: Seashore wildlife)، از مناطق مدارگان گرفته تا شمالگان و جنوبگان وجود دارد. کرانه‌ها و سواحل زیستگاه‌های گوناگونی را در نقاط مختلف جهان و حتی در یک ساحل فراهم می‌کنند. فیتوپلانکتونها در پایین برخی از زنجیره‌های غذایی قرار دارند، در حالی که زئوپلانکتونها و دیگر جانداران زنده فیتوپلانکتون‌ها را می‌خورند. کتانجک همچنین خورپرده است و در انتهای بسیاری از زنجیره‌های غذایی قرار دارد. مناطق ساحلی از طریق تغییرهای پرشتاب، به عنوان مثال به دلیل جزر و مد، تحت فشار قرار می‌گیرند.

## کرانه دریا در بریتانیا
دریاکنار پیرامون بریتانیای کبیر و دریای نزدیک آن اهمیت بین‌المللی دارند. زندگی جانوران از نهنگ‌های بزرگ، دلفین‌ها و گراز دریایی، فوک‌های خاکستری و فوک‌های معمولی گرفته تا جانوران میکروسکوپی متفاوت است. بیش از ۲۰۰ گونه ماهی وجود دارد که از ماهی‌های کوچک مانند بلنی گرفته تا کوسه‌هایی که دومین کوسه بزرگ جهان هستند، وجود دارند.